# 山代風我
山代 風我（やましろ ふうが、1993年7月15日 -）は、日本のアニメーター、アニメ演出家。サイエンスSARU所属。京都府出身。
2016年、サイエンスSARUに入社後、制作進行を担当したのち、演出として、湯浅政明作品を中心に『きみと、波にのれたら』(映画/2019年)、『映像研には手を出すな!』(TV/2020年)、2022年公開予定『犬王』に参加、山田尚子が監督を務めた『平家物語』(TV/2022年)では、第10話の絵コンテ・演出を担当している。

## 参加作品

### テレビアニメ
- 映像研には手を出すな!（2020年、副監督、絵コンテ・演出）
- 平家物語（2022年、絵コンテ・演出)
- ダンダダン（2024年、監督[1]・絵コンテ・演出）

### 劇場アニメ
- 夜は短し歩けよ乙女（2017年、制作進行）
- 夜明け告げるルーのうた（2017年、制作部）
- きみと、波にのれたら（2019年、演出補佐）
- 犬王（2022年、演出）
- 四畳半タイムマシンブルース（2022年、副監督）

### Webアニメ
- DEVILMAN crybaby（2018年、制作進行）
- SUPER SHIRO（2019年、絵コンテ・演出）